# 柴田平三郎
柴田 平三郎（しばた へいざぶろう、1946年 - ）は、日本の政治学者。獨協大学法学部名誉教授。西欧中世政治思想史専攻。

## 経歴・人物
東京都生まれ。慶應義塾大学法学部政治学科卒業。同大学院法学研究科博士課程満期退学。1986年「アウグスティヌスの政治思想」で慶應義塾大学より法学博士の学位を取得。千葉商科大学助教授、1982年獨協大学法学部国際関係法学科助教授、教授。2016年退職。

## 著訳書

### 単著
- 『政治学への発想』（三一書房、1980年）
- 『政治学講義』（而立書房、1980年）
- 『政治思想史講義』（而立書房、1983年）
- 『アウグスティヌスの政治思想-『神国論』研究序説』（未來社、1985年）
- 『政治思想史』（而立書房、 1988年）
- 『政治思想史講義ノート』（而立書房、 1995年）
- 『中世の春―― ソールズベリのジョンの思想世界』（慶應義塾大学出版会、2002年）
- 『トマス・アクィナスの政治思想』岩波書店、2014

### 共著
- 『政治学講義』石川一雄共著（而立書房、1976年、1980年に改訂した際に単著になる）
- 『現場としての政治学』市川太一,梅垣理郎,中道寿一共編著（日本経済評論社、2007年）

### 翻訳
- J.B.モラル『中世の政治思想』（未來社、1975年／平凡社ライブラリー、2002年）
- J.オールマン『創造の政治学』（而立書房、1976年）内山秀夫共訳
- クレスピニイ/マイノウグ編『現代の政治哲学者』（南窓社、1977年）内山秀夫・奈良和重共訳
- G.H.セイバイン『デモクラシーの二つの伝統』（未來社、1977年）
- A.P.ダントレーヴ『政治思想への中世の貢献』（未來社、1979年）友岡敏明共訳
- E.バーカー他『中世ヨーロッパ政治理論』 (御茶の水書房、1980年)
- R.M.ハッチンス『聖トマス・アクィナスと世界国家』（フィロソフィア双書 未來社、1984年）
- M.I.フィンレイ『民主主義――古代と現代』（刀水書房、1991年／講談社学術文庫、2007年）、文庫版表記はフィンリー
- H.リーベシュッツ『ソールズベリのジョン――中世人文主義の世界』（平凡社、1994年）
- T.アクィナス 『君主の統治について―謹んでキプロス王に捧げる』（慶應義塾大学出版会、2005年／岩波文庫、2009年）

| スタブアイコン | サブスタブ | この項目は、まだ閲覧者の調べものの参照としては役立たない、人物に関連した書きかけの項目です。この項目を加筆・訂正などしてくださる協力者を求めています（P:人物伝/PJ:人物伝）。 |